# (4851) Vodopʹyanova
(4851) Vodopʹyanova (1976 US1) – planetoida z grupy pasa głównego asteroid okrążająca Słońce w ciągu 4,2 lat w średniej odległości 2,6 j.a. Odkryta 26 października 1976 roku.